# 큰부리새자리 왜소은하
큰부리새자리 왜소 은하(Tucana Dwarf)는 큰부리새자리 방향에 있는 왜소 은하이다. 1990년 스트롬로 천문대(Mount Stromlo Observatory)의 RJ Lavrey에 의해 발견되었다.